# Brauerei Keesmann

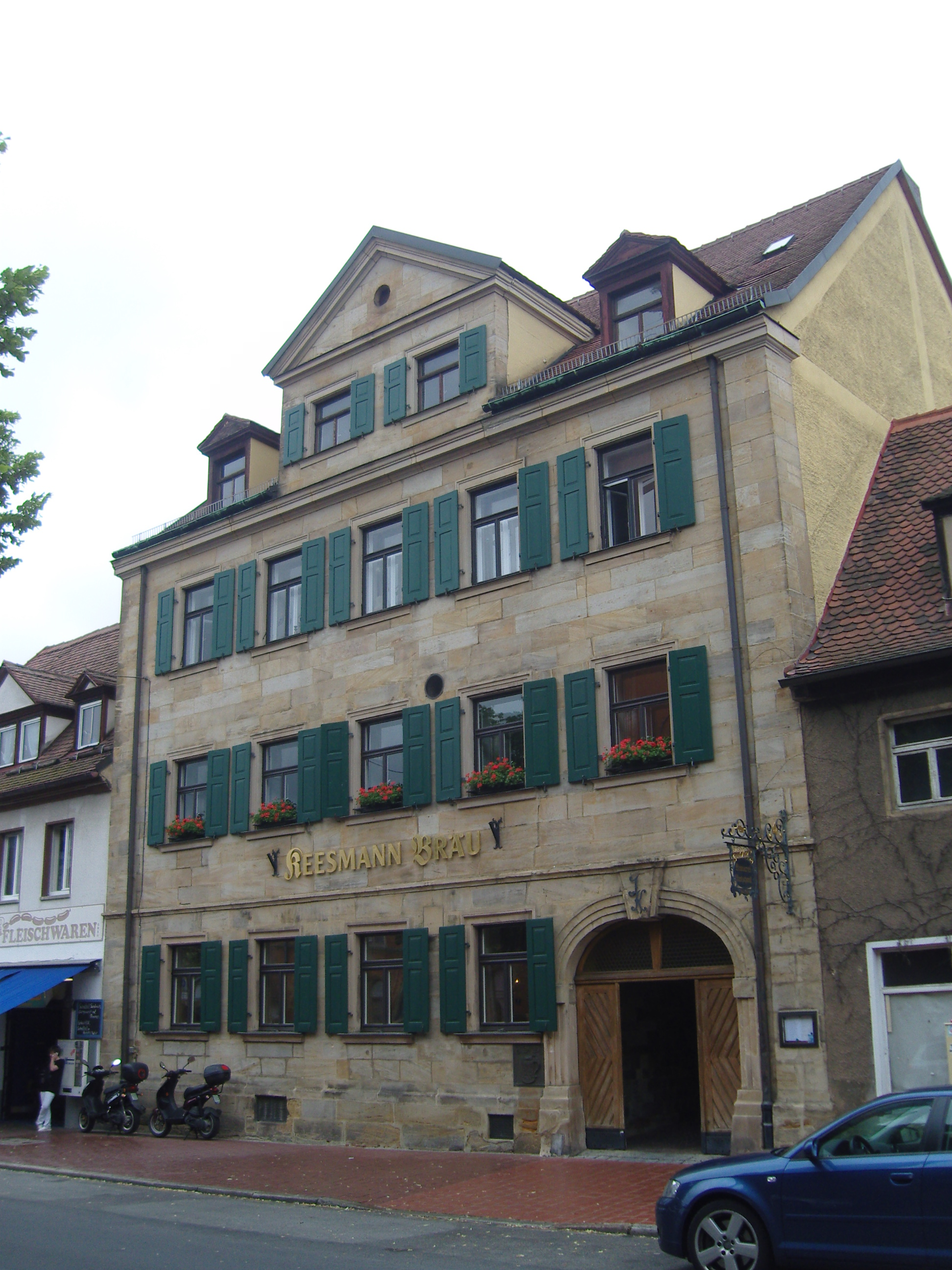
Brauereigebäude in der Wunderburg 5

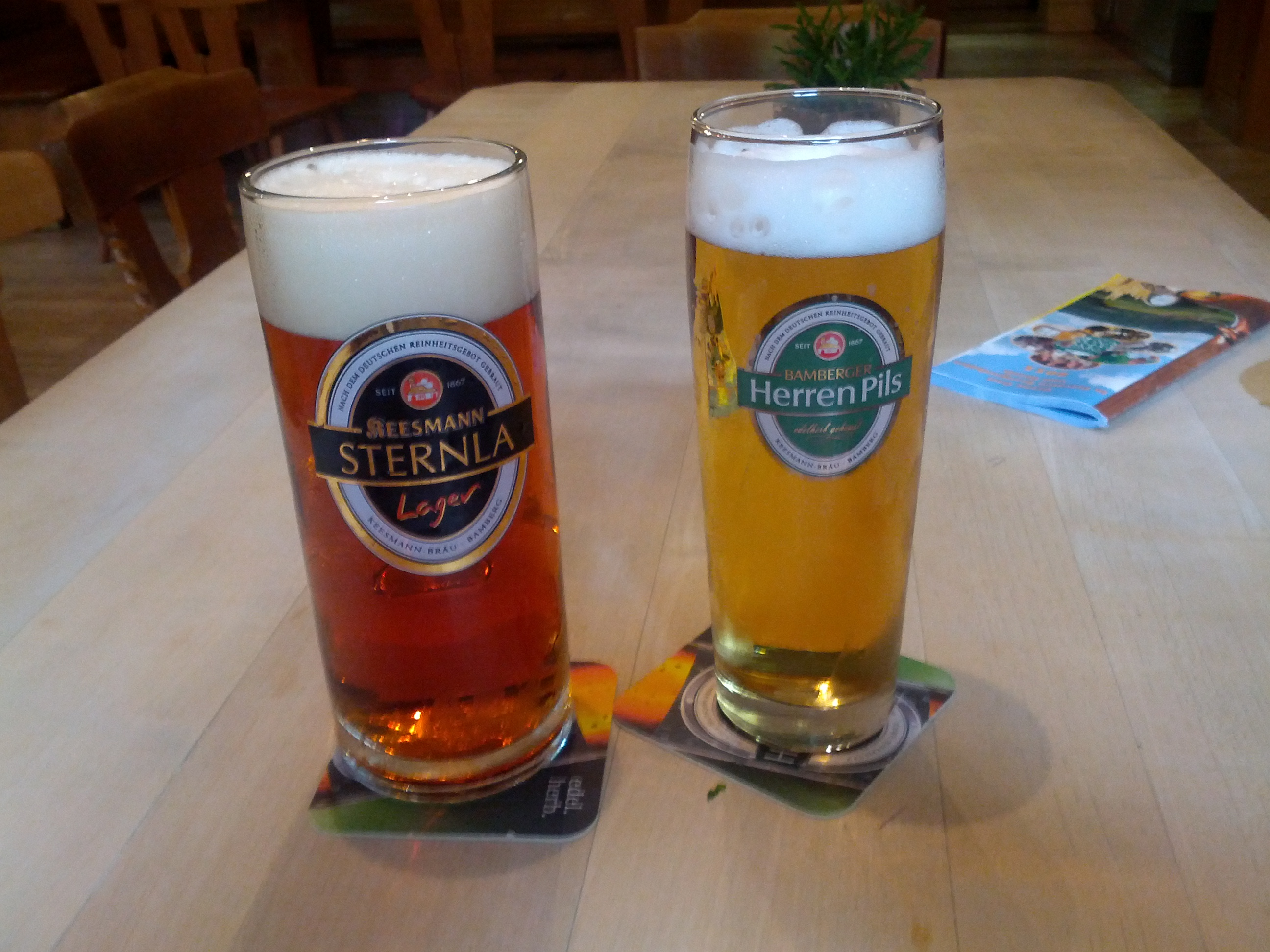
Bier der Brauerei

Die Keesmann Bräu OHG ist eine Brauerei im Stadtteil Wunderburg der oberfränkischen Bierstadt Bamberg. Die Brauerei befindet sich seit 1867 im Besitz der Familie Keesmann. Sie liegt im Stadtteil Wunderburg gegenüber der Kirche Maria Hilf. Es sind ein Braumeister, zwei Brauer und ein Auszubildender beschäftigt.
Als offizielles Gründungsdatum gilt das Jahr 1867. Im Alter von 51 Jahren legte der Metzger Georg Keesmann seine Meisterprüfung als Brauer ab und erweiterte damit sein Metzgerei-Geschäft mit dazugehöriger Gastwirtschaft um eine eigene Braustätte. Das Brauereigasthaus stammt aus dem frühen 19. Jahrhundert und zeichnet sich durch einen dreigeschossigen traufständigen Satteldachbau mit Sandsteinquaderfassade und Zwerchhaus aus. Es gehört zu den Baudenkmälern Bambergs. Neben dem überregional bekannten Herren-Pils, das 92 % der Produktion ausmacht, werden ein Helles, ein Weizenbier, ein Lager (Sternla), der Josephi-Bock (in der Fastenzeit) und ein anderes Bockbier (von Oktober bis Dezember) gebraut.